# Bucky Larson: Born to Be a Star
Bucky Larson: Born to Be a Star is een Amerikaanse komedie uit 2011 met in de hoofdrol Nick Swardson. 

## Plot
Bucky Larson vertrekt naar Los Angeles om een succesvolle pornoster te worden.

## Ontvangst
De film heeft een zeldzame 0%-score op Rotten Tomatoes wat betekent dat geen enkele recensie op die website positief over de film is. De film was genomineerd voor zes Razzies maar won geen.

## Rolverdeling
- Nick Swardson - Bucky Larson
- Christina Ricci - Kathy McGee
- Don Johnson - Miles Deep
- Stephen Dorff - Dick Shadow
- Ido Mosseri - J. Day
- Kevin Nealon - Gary
- Edward Herrmann - Jeremiah Larson
- Miriam Flynn - Debbie Larson